# Rains County
Rains County je okres ve státě Texas v USA. K roku 2010 zde žilo 10 914 obyvatel. Správním městem okresu je Emory. Celková rozloha okresu činí 671 km².